# Кинуя, Гоки

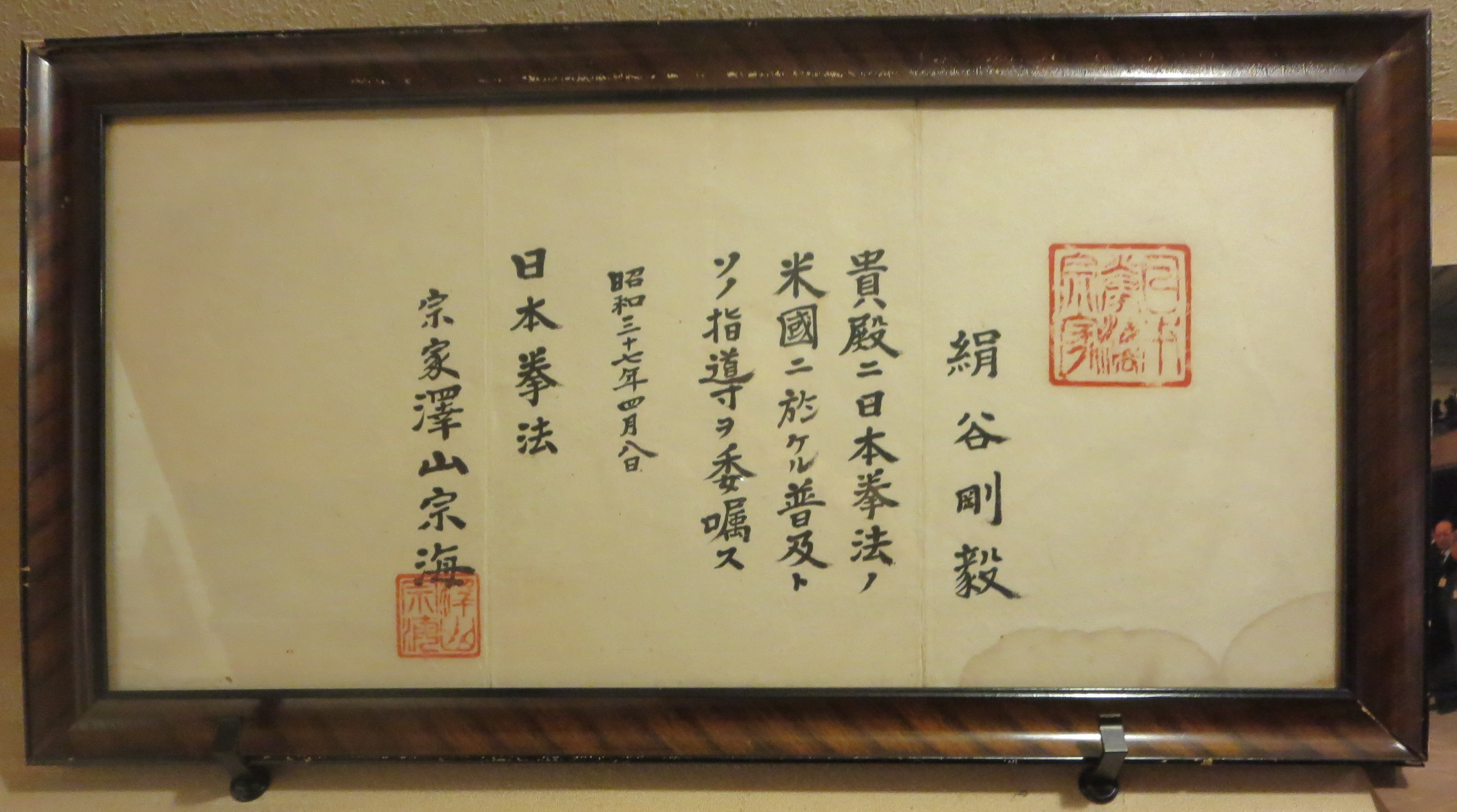
Сертификат - поручение Гоки Кенуя на развитие Ниппон Кэмпо в США, полученный им от Мастера Саваяму Масару

Гоки Кинуя (яп. 絹谷   剛毅) -  гранд мастер Японского рукопашного боя, обладатель 8 дана Ниппон кэмпо и 5 дана по дзюдо. Один из крупнейших деятелей Ниппон кэмпо. Является одним из учеников основателя Ниппон кэмпо – Мунэоми Саваямы. Основатель Североамериканского отделения Ниппон кэмпо.
Биография
Родился 20 марта 1936года в г. Хонто (юго-запад Сахалина,  с 1945 года, когда Сахалин стал советским по итогам войны и подписанного с Японией соглашения стал называться Невельск в семье успешного предпринимателя). В семье было 6 детей.  В 1939 отец перевёз семью с братом и сестрой в Корсаков (юг Сахалина), построил дом, и жизнь была сравнительно успешной. Но в сентябре 1945 года (по известной причине) семья переезжает в Токио, где отец много и успешно трудился.

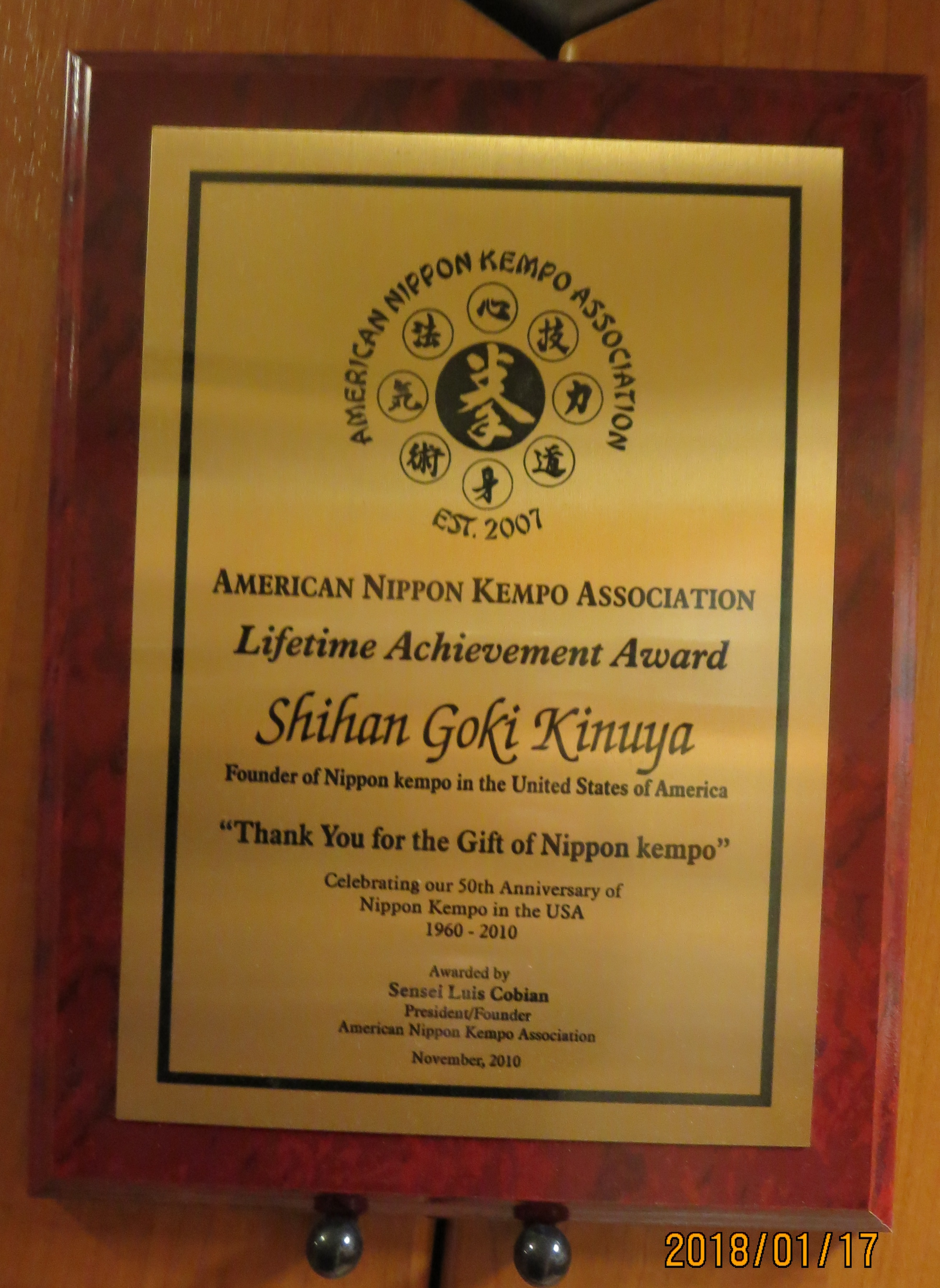
Диплом Американской Ассоциации Ниппон Кэмпо за вклад в развитие Ниппон кэмпо в Северной Америке

Гоки продолжил начатое в Корсакове обучение в начальной школе, и уже в Токио приступает к занятиям по дзюдо. К окончанию школы у Гоки уже были очень серьёзные успехи и достижения в дзюдо. Гоки Кинуя начинает интересоваться новым видом боевого искусства Ниппон кэмпо, в котором начинает быстро показывать хорошие результаты. 

Гоки Кинуя в США, 1960-е годы, фото из личного архива мастера

Нужно было думать о дальнейшем направлении жизни и получении высшего образования в Университете. Знакомство Гоки с основателем Ниппон кемпо Мунэоми Масару Саваямой состоялось в 1957 году в ходе соревнований в г. Осака по Ниппон кэмпо. Гоки сразу же привлёк внимание Саваяму своими способностями в борьбе и ещё, видимо, дополнительно по причине того, что по оценке окружающих в финальной схватке Гоки должен быть победителем, но судьи отдали первое место резиденту Осака. Саваяма наблюдал этот поединок и также считал, что победил Гоки, но отдал должное выдержке молодого и сильного студента,  и невозмущению Гоки такому итогу финального поединка. Позже было много соревнований, проходивших в Осака, где Гоки был явным фаворитом, и это стало основой более тесного общения с Мастером Саваяма.
Переезд в США -  развитие Ниппон кэмпо
Семья Кинуи была вполне благополучной, жила в достатке.  Но в японских социальных канонах существовал принцип: всё наследство семьи в будущем должно принадлежать старшему сыну. А старший брат у Гоки был. Понимая ситуацию и осознавая, что нужно самостоятельно действовать для обеспечения своего будущего, Гоки принимает решение ехать в Америку.
Перед отъездом в США Гоки был приглашён Мастером Саваямой к нему домой, где состоялась тёплая встреча и напутствие основателя Ниппон Кемпо на такую  поездку. При этом Гоки получил от Саваяму Сертификат с личной подписью и печатью, (что-то типа верительной грамоты или, можно сказать, рекомендации) для руководства американского Кэмпо,  исходя из чего Гоки, стал официальным представителем и преподавателем Ниппон кэмпо в Америке. С несколько сотнями долларов в кармане Гоки прибывает в 1960 году в США (родители, как правило, детям командировочных или каких-то средств для поддержки не выдавали).
Естественно, поначалу были разные житейские сложности, когда достаточных средств с собой не имелось.   Гоки подрабатывал где угодно на самой непрестижной и мизерно оплачиваемой работе, однако про кэмпо не забывал, и в любой ситуации постоянно занимался и совершенствовался.  Через некоторое время Гоки Кинуя сумел снова заняться собственным образованием, одновременно курируя группу кэмпо в Лос-Анжелесе,Южная Калифорния. Тогда же была зарегистрирована Американская Ассоциация Ниппон Кэмпо, первым президентом которой стал Гоки Кинуя.  Кинуя не утрачивал связи с Мастером,  и в 1962 году Саваяма направляет персональное послание в Америку : Сертификат с Наставлением (поручением), чтобы Гоки Кинуя занялся развитием и распространением Ниппон кэмпо по всем странам, где тот способен продвигать данный вид боевых искусств.
В 1966 году выходит статья про мастера Гоки Кинуя и развитие Ниппон кэмпо в знаменитом журнале «Black Belt».
В 1967 году по семейным обстоятельствам, мастер Кинуя  возвращается на родину в Японию. После возвращения из Америки, Гоки Кинуи, продолжает помогать и курировать развитие Ниппон кэмпо как в Северной Америке, так и во всем мире.
Неистощимый энтузиазм и неукротимую энергию Гоки Кенуя демонстрирует всю свою жизнь – он сыграл решающую роль в решении о принятии Украинской организации Ниппон кэмпо в 2010 году в состав Всемирной Федерации Кэмпо. Мастер Гоки Кинуя, продолжает оказывать помощь в развитии и распространении Ниппон кэмпо по всему миру, как ему и завещал легендарный основатель Ниппон кэмпо Мунэоми Саваяма.